# Alcides Ferreira
Alcides Ferreira é um jornalista brasileiro, consultor, sócio-diretor da agência de comunicação Fato Relevante e do Grupo NexCom. Também é proprietário da produtora Kuarup. Trabalhou como jornalista na Folha de S. Paulo e na Agência Estado, foi diretor de comunicação do BM&FBOVESPA,  sócio-diretor da FSB Comunicação e sócio da Tendências Consultoria.

## Formação
Alcides Ferreira formou-se em Jornalismo pela Escola de Comunicações e Artes da Universidade de São Paulo (USP) em 1988. Fez curso de extensão em economia pela Columbia University, de Nova York, em 1990. Em 1999, concluiu Mestrado em mercado de capitais e, no ano seguinte, MBA na mesma área pela Fundação Instituto de Pesquisas Contábeis, Atuariais e Financeiras da Universidade de São Paulo. 

## Carreira
Iniciou sua carreira no jornalismo econômico e financeiro. Foi repórter, editor-assistente e correspondente em Washington - DC para a Folha de S. Paulo e repórter e editor na Agência Estado. Na década de 2000, migrou para a área corporativa, tornando-se diretor de comunicação BM&FBOVESPA, hoje B3.
Depois das redações e da vida corporativa, passou para o mercado de agências, tornando-se sócio-diretor da FSB Comunicação. Anos mais tarde, deixou a empresa e fundou a agência de comunicação corporativa Fato Relevante e o Grupo Nexcom.
Em 2009, Alcides comprou a produtora cultural Kuarup (gravadora), a produtora independente mais longeva do Brasil, duas vezes vencedora do Grammy Latino, entre outras premiações.  

## Livros
| Livro                                                                                   | Editora                                | Ano  | Coautores                         |
| --------------------------------------------------------------------------------------- | -------------------------------------- | ---- | --------------------------------- |
| A Redescoberta do Ouro – Como se formou o moderno mercado de ouro no Brasil             | Anoro                                  | 1995 | Nilton Horita                     |
| Citibank no Brasil - 85 anos de História                                                | Citibank e Cultura Editores Associados | 2000 |                                   |
| BM&F - A História do Mercado Futuro no Brasil                                           | BM&F                                   | 2006 | Nilton Horita                     |
| Secretaria do Tesouro Nacional – Um Marco Institucional na História Econômica do Brasil | STN / Capivara                         | 2006 |                                   |
| A Força dos Pregões                                                                     | BM&F                                   | 2007 |                                   |
| Tocando Em Frente: A História da Produtora Kuarup                                       | Kuarup                                 | 2025 | Mario de Aratanha, Adriana Del Ré |

## Premiações
| Prêmio                                         | Ano  |
| ---------------------------------------------- | ---- |
| Prêmio Bovespa de Jornalismo (atual Prêmio B3) | 1997 |
| Prêmio "Profissional de Imprensa”, da Abamec   | 1998 |